# Teater Västernorrland
Teater Västernorrland, som sedan 2008 ingår i Scenkonst Västernorrland, startade 1972 som så kallad regionteater med placering i Härnösand. Scenkonst Västernorrland, som teatern ingår i, ägs av Sundsvalls kommun och Region Västernorrland. 
Verksamheten är sedan 1990 förlagd till Sundsvall, där man har Konsertteatern som hemmascen, varifrån man även utgår med turnéer i det egna länet och angränsande. 
Teater Västernorrland har cirka 20 fast anställda, fördelade på teaterns olika arbetsuppgifter.

## Uppsättningar i urval[1]
- 2015 Vildhussen baserad på boken av Lars Molin. Regi: Eva Gröndahl.
- 2015 När man skjuter arbetare, adapterad från Kerstin Thorvalls roman med samma namn. Regi: Åsa Ekberg.
- 2015 Bäst före? Om kärlekens hållbarhet. Regi: Karin Wegsjö.
- 2016 Romeo och Julia av William Shakespeare. Regi: Stefan Moberg, Therese Söderberg och Lena Engqvist Forslund.
- 2016 Katitzi, baserad på böckerna av Katarina Taikon. Regi: Victoria Kahn.
- 2016 Ingvar! En musikalisk möbelsaga. Om IKEAs grundare Ingvar Kamprad. Regi: Markus Virta.
- 2017 Häxor - när drevet går. Om häxprocesserna i Torsåker. Regi: Maria Löfgren.
- 2017 Körsbärsträdgården av Anton Tjechov. Regi: Anna Pettersson.
- 2017 Barnen från Frostmofjället, baserad på boken av Laura Fitinghoff. Regi: Dennis Sandin.
- 2018 Tartuffe av Jean-Baptiste Molière. Regi: Claes Åström.
- 2018 Pelle Svanslös baserad på böcker av Gösta Knutsson. Regi: Isabelle Moreau.
- 2019 I huvudet på Alfhild Agrell. Regi: Dag Norgård.
- 2019 Min vän fascisten. Regi: Rasmus Lindberg.
- 2020 Pinocchio, baserad på Martina Montelius version av original sagan av Carlo Collodi med musik från medlemmar ur The Ark. Regi: Martin Rosengardten.
- 2020 Kurage. En samproduktion mellan Teater Västernorrland, Folkteatern Gävleborg och Riksteatern.
- 2020 Fucking Åmål, baserad på filmen av Lukas Moodysson. Regi: Lovisa Onnermark.
- 2020 Mordet i Midlands baserad på berättelsen av J.B. Priestley. Regi: Kia Berglund
- 2021 En handelsresandes död av Arthur Miller med Lennart Jähkel och Albin Grenholm. Regi: Rasmus Lindberg
- 2022 Pippi Långstrump av Astrid Lindgren. Regi: Dennis Sandin
- 2022 Hitta Hem, enmansföreställnings där Gisela Nilsson berättar hur hennes mamma överlevde koncentrationslägret Bergen-Belsen. Regi: Olle Törnqvist
- 2022 Tårtbagaren av Elsa Berggren. Regi: Kristoffer Berglund. Koreografi: Martin Forsberg.
- 2022 Det stora 50-årskalaset av Sofia Andersson, Jan Boholm, Jacke Sjödin, Therese Söderberg och Kristoffer Berglund. Regi: Olle Törnqvist och Kristoffer Berglund.
- 2022 Saker vi äter när ingen ser på av Alma Lindé. Idé: Carl Olof Berg & Victor Wigardt. Regissör & koreograf: Carl Olof Berg. En samproduktion mellan Teater Västernorrland och Folkteatern Gävleborg.
- 2022 Två herrars tjänare av Carlo Goldoni. Översättning: Eva Alexandersson. Koncept, regi och bearbetning: Melanie Mederlind. Med bla. Johan Marenius Nordahl, Göran Engman.
- 2023 Avgörande ögonblick, manus & regi: Rasmus Lindberg.